# Schaalbaarheid
Schaalbaar of schaalbaarheid is de mogelijkheid om een configuratie eenvoudig groter te maken. Schaalbaar kan betrekking hebben op een lokaal systeem, maar wordt tegenwoordig ook vaak in een globale bedoeling gebruikt. Het begrip wordt veelgebruikt in de IT-wereld, maar ook in de transportwereld.

## Voorbeelden
Enkele voorbeelden van het gebruik van de term schaalbaarheid zijn:
- het vervoer per goederentrein is op de korte termijn schaalbaarder dan die per vrachtschip: goederentreinen kunnen eenvoudig langer en korter gemaakt worden door wagons toe te voegen of af te haken, terwijl een vrachtschip op de korte termijn beperkt is tot methodes als slow steaming. Op de langere termijn zijn vrachtschepen wel schaalbaar, wat heeft geresulteerd in mammoettankers en enorme containerschepen

- schaalbaarheid van gegevensopslag (of storage in het Engels): Een storage-systeem kan schaalbaar zijn als men een bestaand storage-systeem eenvoudig kan uitbreiden zonder dat men de bestaande systemen moet vervangen. Een voorbeeld van een schaalbaar storage-concept is RAID: Men kan een RAID-5 eenvoudig uitbreiden door disks bij te plaatsen, en daarmee is het systeem schaalbaar.

- het concept van server-clusters is een vorm van schaalbaarheid. Clustering kan toegepast worden om de beschikbaarheid te vergroten: als de ene server uitvalt dan neemt een andere server in hetzelfde cluster zijn functies over. Als dit de enige reden van het gebruik van een cluster is wordt vaak een actief-passief systeem gebruikt: pas als de actieve server uitvalt neemt de -tot dan toe- passieve cluster het over. Maar als het de bedoeling is dat de load van de gebruikers verdeeld kan worden over meerdere machines dan is er normaliter sprake van een actief-actief cluster. 
Voorbeelden van dergelijke clusters zijn Remote desktop Server- of Terminal Server-clusters: de gebruikers maken verbinding met het cluster-adres van de groep Terminal Servers en komen uit op een van de nodes in het cluster. Als het aantal gebruikers zodanig toeneemt dat de capaciteit onvoldoende wordt dan kan er vrij eenvoudig een extra server (node) aan het cluster worden toegevoegd: het systeem is dus eenvoudig schaalbaar

- recente ontwikkelingen zijn cloudcomputingoplossingen: als gebruiker maakt men verbinding met server(s) ergens in de wolk: de servers staan niet meer opgesteld op een vaste, bekende locatie maar staan op vele plaatsen overal in de wereld zodat je als gebruiker altijd verbinding maakt die het snelst te bereiken is. Het onderliggende besturingssysteem zorgt ervoor dat de diverse servers die samen een dienst vormen met elkaar communiceren en correct samenwerken. Een voorbeeld hiervan is Windows Azure

- Application as a Service: een leverancier biedt hierbij niet een (managed) server aan waarop de klant zijn applicatie(s) heeft draaien, maar de leverancier biedt de applicatie zelf als dienst aan en zorgt ervoor dat deze goed werkt. De klant geeft gewoon aan hoeveel gebruikers toegang moeten hebben tot deze dienst. Voor de gebruiker is dit een schaalbaar systeem: hij meldt dat er morgen 100 extra gebruikers bij komen en de provider moet er zorg voor dragen dat deze gebruikers toegang krijgen. AAS wordt vaak in een cloudcomputingomgeving opgezet. Voorbeeld is Microsoft Online Services of Microsoft BPOS[1]

- Anycast: Een andere benadering van schaalbaarheid wordt bereikt met Anycast. Omdat deze oplossing eigenlijk alleen geschikt is voor services die gebruikmaken van UDP als communicatieprotocol zijn er een beperkt aantal toepassingen, maar veruit de belangrijkste is het netwerk van DNS Rootservers. Origineel waren er maar een beperkt aantal DNS-Rootservers (13 stuks genaamd A t/m M), terwijl de rootservers het kloppend hart van internet zijn. In werkelijkheid zijn er daarom ook veel meer servers.
Zo zijn er 18 sites van - bijvoorbeeld - de K-Rootserver (dat is de rootserver die door RIPE wordt beheerd): 5 die wereldwijd beschikbaar zijn en 13 voor lokale markten. En elke site kan bestaan uit één of meerdere clusters met DNS servers. Alle K-Root servers gebruiken hetzelfde IP-adres: 193.0.14.129 (IPv6:2001:7fd::1)[2][3]